# لئونید لبدف
لئونید لبدف (متولد ۲ مه ۱۹۵۶) یک تاجر قبرسی-روسی و نماینده منتخب سابق مجلس علیای پارلمان روسیه است.
لبدف مالک انحصاری سابق گروه سینتز، یک شرکت خصوصی توسعه انرژی، نفت و گاز و املاک است. او به همراه الکساندر ژوکوف و مارک گاربر که مدیر و مدیر دارایی در خانواده و شرکای فلمینگ بود، در سال ۱۹۸۸ شرکت سرمایه‌گذاری مشترک شوروی-آمریکایی سینتز اینترنشنال و در ژانویه ۱۹۹۰ شرکت سرمایه‌گذاری مشترک روسیه-بریتانیا سینتز کورپوریشن را تأسیس کرد که در اوایل دهه ۲۰۰۰ آن را ترک کرد. طبق گزارش فوربس، سینتز روسیه در سال ۲۰۱۲ در رتبه ۱۵۴ در بین شرکت‌های خصوصی روسیه قرار داشت. طبق گزارش فوربس، لئونید لبدف در سال ۲۰۲۱ با ۷۵۰ میلیون دلار در رتبه ۱۶۲ قرار دارد.
او همچنین در زمینه موسیقی و فیلم نیز فعالیت داشته و در دهه ۱۹۸۰ و اخیراً به عنوان تهیه‌کننده در ساخت فیلم‌های مستقلی مانند «هیپسترها» و «جغرافیدان، جهانش را با خود برد» فعالیت داشته است.
در سال ۲۰۰۲، او به عنوان نماینده جمهوری چواشستان به شورای فدراسیون (روسیه)، مجلس علیای پارلمان روسیه، انتخاب شد و تا زمان بازنشستگی از سیاست در سال ۲۰۱۵، در این سمت باقی ماند.

## اوایل زندگی
لئونید لبدف در مسکو متولد شد. او مدرک مهندسی خود را در سال ۱۹۷۹ از دانشگاه فناوری شیمیایی د. مندلیف روسیه دریافت کرد
او در اوایل دهه ۱۹۸۰ به عنوان مشاور اتاق بازرگانی اتحاد جماهیر شوروی و مسکو کنسرت خدمت کرد.

## کارآفرینی
در اوایل دهه ۱۹۸۰، لبدف فعالیت کارآفرینی خود را با سازماندهی کنسرت‌های موسیقی راک آغاز کرد.

### سینتز رکوردز
در سال ۱۹۸۹، لبدف به همراه دیگر همکارانش، سینتز رکوردز، یک استودیوی ضبط و ناشر آثار هنرمندان راک زیرزمینی، را تأسیس کرد. این ناشر آثاری از ناتیلوس پومپیلیوس، ماشین زمان و اولگ گازمانوف و دیگران را ضبط کرد.

### سینتز اینترنشنال
در دهه ۱۹۹۰، پس از پرسترویکا، لبدف در تأسیس شرکت سینتز اینترنشنال، یک شرکت سرمایه‌گذاری مشترک شوروی و آمریکا، که به تجارت کالا و لوازم صنعتی می‌پرداخت، مشارکت داشت.
به گفته فوربس، لبدف «یکی از معدود افراد اهل شوروی است که در دهه ۱۹۸۰ سرمایه‌گذاری‌های مشترک تجاری بین ایالات متحده سرمایه‌داری و اتحاد جماهیر شوروی سوسیالیستی را آزمایش کرد.» او «تاجر معمولی روسی نیست که از خصوصی‌سازی اولیه سوءاستفاده کند یا تحت حمایت یک سیاستمدار بانفوذ فعالیت کند.» فوربس در ادامه می‌گوید: «او چاه‌هایی را حفر کرد که وجود نداشت و طلای سیاه را به دست آورد» و به «تجربه کارآفرینی» خود که در «دوران پرآشوب روسیه» انباشته شده بود، اشاره می‌کند. سینتز اولین شرکت خصوصی روسی در بخش نفت بود که اکتشافات فراساحلی را در قطب شمال انجام داد. در سیبری غربی، سینتز یک کارخانه تولید نفت به نام نگون نفت ساخت، زیرساخت‌های آن را توسعه داد و تجارت و صادرات صنعتی را آغاز کرد.
فروش تأمین‌کننده انرژی روسیه تی جی کی-۲ در رابطه با فروش شرکت انرژی روسی تی جی کی-۲ در سال ۲۰۰۸، سینتز در سال ۲۰۱۱ از شرکت آلمانی به دلیل خسارت حدود ۷۰۰ میلیون یورو شکایت کرد. متهم شد که در مدت کوتاهی و بدون توجیه معتبر از معامله خرید تی جی کی-۲ عقب‌نشینی کرده و در نتیجه سینتز را تا آستانه ورشکستگی پیش برده است. به نظر می‌رسید اختلافات زیادی وجود دارد: به عنوان مثال، طبق گزارش‌های مطبوعاتی، تنها یک پیشنهاد دهنده در حراج وجود داشت، اگرچه قبلاً در رسانه‌ها از طرف‌های ذینفع مهم صحبت شده بود. در سال ۲۰۱۵، دادگاه منطقه‌ای اسن دادخواست سینتز علیه اروه‌ئه را رد کرد. با این حال، دادگاه همچنین حکم داد که دادخواست علیه یورگن گروسمن، مدیرعامل وقت اروه‌ئه، قابل قبول است. طبق گزارش‌های رسانه‌ها، گفته می‌شود گروسمن شخصاً این معامله را پیش برده و حتی از گرهارد شرودر، صدراعظم سابق آلمان، خواسته است تا از طریق سیاست روسیه بر این معامله که در نهایت شکست خورد، تأثیر بگذارد.
فروش شرکت نفت روسیه تی ان کی-بی پی در رابطه با فروش تی ان کی-بی پی به روس‌نفت در سال ۲۰۱۳، لبدف در فوریه ۲۰۱۴ از شرکای سابق خود، ویکتور وکسلبرگ و لئونارد بلاواتنیک، به دلیل نقض قرارداد به مبلغ ۲ میلیارد دلار در دیوان عالی ایالت نیویورک شکایت کرد. این پرونده در حال حاضر هنوز در دیوان عالی ایالت نیویورک در حال بررسی است.

## تهیه‌کننده فیلم

### پیکان قرمز
لبدف تهیه‌کننده فیلم است و بیش از بیست فیلم بلند در کارنامه خود دارد. او یکی از بنیانگذاران و مالکان مشترک استودیوی فیلمسازی «رد ارو» در روسیه است. در سال ۲۰۰۸، او به همراه والری تودوروفسکی، کارگردان، برای تهیه‌کنندگی مشترک فیلم هیپسترها (فیلم) (به روسی، استیلیاگی) یک کمدی رمانتیک که در دهه ۱۹۵۰ در مسکو اتفاق می‌افتد، و اولین موزیکال روسیه پس از فروپاشی شوروی، به این استودیو پیوست. او همچنین تهیه‌کننده فیلم جغرافیدان کره زمینش را نوشید و با خود برد (فیلم) بود که جایزه بزرگ جشنواره فیلم کینوتاور ۲۰۱۳ و جشنواره فیلم کوتبوس ۲۰۱۳ را از آن خود کرد.

### سینما و تلویزیون آمریکا
لبدف با کمک دختر آمریکایی‌اش، جولیا لبدف، فارغ‌التحصیل یو اس سی که در لس‌آنجلس زندگی می‌کند، وارد صنعت فیلمسازی ایالات متحده شده است. از جمله آثار او می‌توان به آموزش بد (فیلم ۲۰۱۹) با بازی هیو جکمن که برای آن جایزه امی را از آن خود کرد، دکتر خوب (فیلم ۲۰۱۱) که با همکاری ستاره فیلم، اورلاندو بلوم («دزدان دریایی کارائیب») ساخته شده و پیامبر (فیلم ۲۰۱۴) با بازی سلما هایک و لیام نیسون، اشاره کرد. لبدف و دخترش جولیا تهیه‌کنندگان اجرایی سریال «مردم سفیدپوست عزیز» محصول نتفلیکس هستند.

### فیلم‌شناسی
- موهای بد (۲۰۲۰)
- آموزش بد (فیلم ۲۰۱۹)، با بازی: هیو جکمن؛ برنده امی ۲۰۲۰؛ فیلم تلویزیونی برجسته؛ جایزه دربی طلایی؛ جایزه تلویزیونی او اف تی آ؛ نامزدی جایزه امی برای بهترین بازیگر نقش اول مرد در یک سریال کوتاه یا فیلم؛ جایزه او اف تی آ برای بهترین بازیگر مرد در یک فیلم سینمایی یا سریال کوتاه؛ جایزه میان‌فصل انجمن منتقدان هالیوود
- هیولاها و انسان‌ها (۲۰۱۸): برنده، جایزه هیئت داوران جشنواره فیلم ساندنس، بهترین فیلم بلند اول
- سفیدپوستان عزیز (مجموعه تلویزیونی، ۲۰۱۷–۲۰۲۱)، جایزه ای ای اف سی آ ۲۰۱۷: به عنوان یکی از ده سریال برتر تلویزیونی انتخاب شد؛ در بخش ۳۰ دقیقه‌ای اهدا شد؛ جنوب به جنوب غربی ۲۰۱۷: جایزه مخاطبان در بخش سریال تلویزیونی
- دایان (۲۰۱۸)، انجمن منتقدان فیلم لس‌آنجلس: جایزه بهترین بازیگر زن؛ انجمن ملی منتقدان فیلم: جایزه بهترین بازیگر زن؛ اولین نمایش در جشنواره فیلم ترایبکا
- شام (۲۰۱۷)، در بخش رقابتی برلیناله به نمایش درآمد
- سفیدپوستان عزیز (فیلم بلند، ۲۰۱۴)، برای اولین بار در جشنواره فیلم ساندنس به نمایش درآمد و جایزه استعداد نوظهور را از آن خود کرد.
- جغرافی‌دان کره زمینش را با خود برد (۲۰۱۴)، جشنواره بین‌المللی فیلم اودسا: جایزه بزرگ "دوک طلایی" و جایزه انتخاب بینندگان؛ جایزه نیکا: بهترین فیلم، بهترین بازیگر مرد، بهترین بازیگر زن، بهترین کارگردانی، بهترین موسیقی فیلم؛ جایزه عقاب طلایی: بهترین کارگردان، بهترین بازیگر مرد، بهترین بازیگر زن؛ جوایز انجمن منتقدان فیلم روسیه ۲۰۱۳: بهترین فیلم، بهترین بازیگر مرد، بهترین بازیگر زن؛ بیست و چهارمین جشنواره فیلم آزاد روسیه "کینوتاور": جایزه اصلی، بهترین بازیگر مرد، بهترین موسیقی فیلم، جایزه هیئت داوران توزیع‌کنندگان فیلم، جایزه ویژه مجله هالیوود ریپورتر
- همسران آسمانی علفزار ماری (۲۰۱۲)، جایزه بزرگ جشنواره فیلم افق‌های نو (وروتسلاو)
- بخش‌های نادیده گرفته شده (به روسی: Detyam do 16...) (۲۰۱۰)، جشنواره بین‌المللی فیلم اودسا: جایزه بهترین فیلم و جایزه انتخاب مردمی؛ پنجره‌ای به اروپا: بهترین بازیگر زن؛ انجمن منتقدان فیلم روسیه: بهترین بازیگر زن
- هیپسترها (به روسی: Stylyagi) (۲۰۰۸)، جایزه نیکا برای بهترین فیلم داستانی (۲۰۰۹)؛ عقاب طلایی برای بهترین فیلم داستانی (۲۰۱۰)؛ اولین نمایش در جشنواره فیلم تورنتو
- موسیقی دسامبر (به روسی: Muzyka dlya dekabrya) (۱۹۹۵)، فیلم در بخش نوعی نگاه جشنواره فیلم کن ۱۹۹۵ به نمایش درآمد، جایزه نیکا برای بهترین مهندسی صدا.

## فعالیت‌های سیاسی
از سال ۲۰۰۲ تا ۲۰۱۵، لبدف به عنوان نماینده جمهوری چاووش، عضو شورای فدرال، دومین مجلس پارلمانی فدراسیون روسیه بود.
لبدف در طول ۱۳ سال فعالیت پارلمانی خود به فعالیت‌های تجاری خود ادامه داد. یک مقاله رسانه‌ای بیان می‌کند که «برخلاف سایر الیگارش‌ها، شرکت‌های او از تغییر دوران یلتسین به روسیه جدید تحت رهبری ولادیمیر پوتین بدون هیچ مانع بزرگی جان سالم به در بردند.» در سال ۲۰۱۵، او از سمت خود استعفا داد.

## زندگی شخصی
لبدف، که بیوه است و دو دختر بالغ دارد. او به همراه دخترش جولیا، که در ایالات متحده آمریکا زندگی می‌کند، شرکت تولید فیلم را تأسیس کرد. دختر دوم او، یانا، در مسکو زندگی می‌کند و بنیان‌گذار یک راهنمای مد آنلاین است.
او به عنوان سکاندار و یکی از مالکان تیم قایقرانی خود، سینرژی، مرتباً با قایق تفریحی آر سی ۴۴ خود در مسابقات قایقرانی شرکت می‌کرد.
در سال ۲۰۱۳، لبدف دکترای خود را از دانشگاه دولتی بلگورود در رشته شیمی کلوئیدی دریافت کرد (موضوع پایان‌نامه دکتری: فولاد سازه ای در تجهیزات نیروگاه‌های).
در سال ۲۰۱۷، در روزنامه گاردین گزارش شد که لبدف تابعیت قبرس را به دست آورده است.

## نیکوکاری
لبدف از پروژه‌های بشردوستانه متعددی در زمینه فرهنگ و آموزش حمایت می‌کند. لبدف «به عنوان یک حامی محتاط هنر شهرت دارد» و یکی از بنیانگذاران صندوق چواشستان است که در منطقه‌ای به همین نام در روسیه فعالیت می‌کند و از ابتکارات مختلفی در این منطقه در زمینه‌های مراقبت‌های بهداشتی، آموزش و فرهنگ حمایت می‌کند. در میان سایر پروژه‌های اجتماعی در منطقه چواشستان، لبدف بودجه‌ای را برای ساخت دو کلیسا در چبوکساری اهدا کرده است. در سال ۲۰۱۱، به دلیل حمایت از انتشار کتاب «ارتدکس در چین»، نشان کلیسای ارتدکس روسیه سنت اینوسنت به او اهدا شد. او همچنین به دلیل کار برجسته‌اش، نشان متروپولیتن مسکو و کولومنا و نشان سرگیوس رادونژ را دریافت کرد.
لبدف یکی از حامیان مالی نمایشگاه هنر روسیه در سال ۲۰۰۵ در موزه گوگنهایم در نیویورک بود که به مناسبت شصتمین سالگرد تأسیس سازمان ملل متحد برگزار شد و اولین باری بود که مروری بر هنر روسیه از شمایل‌های قرن دوازدهم تا اشیاء هنری مدرن در خارج از روسیه به نمایش گذاشته می‌شد.

## جوایز
- نشان افتخار[۳۲]
- مدال جوبیلی «سیصدمین سال نیروی دریایی روسیه»[۳۳]
- نشان مقدس اینوسنت[۳۴]